# فرودگاه بین‌المللی جان اف کندی
فرودگاه بین‌المللی جان اف کندی (به انگلیسی: John F. Kennedy International Airport) (یاتا: JFK، ایکائو: KJFK، موقعیت‌یاب اف‌آآ: JFK) یک فرودگاه بین‌المللی بزرگ است که در منطقهٔ کویینز شهر نیویورک قرار دارد و در فاصلهٔ ۱۲ مایل (۲۰ کیلومتر) جنوب‌شرق منهتن جنوبی واقع شده‌است. این فرودگاه، با جابه‌جایی ۵۶٬۸۲۷٬۱۵۴ مسافر در سال ۲۰۱۵ میلادی، پررفت‌وآمدترین فرودگاه ایالات متحدهٔ آمریکا بر پایهٔ جابه‌جایی مسافران بین‌المللی، پنجمین فرودگاه پررفت‌وآمد در ایالات متحده در مجموع و پررفت‌وآمدترین فرودگاه در نیویورک محسوب می‌شود. بیش از ۹۰ شرکت هواپیمایی به ۶ قارهٔ جهان از این فرودگاه پرواز انجام می‌دهند. فرودگاه جان اف کندی دارای ۶ ترمینال مسافربری و ۴ باند فرود است و قطب شرکت هواپیمایی امریکن ایرلاینز و دلتا ایرلاینز است و پایگاه عملیاتی اصلی جت‌بلو محسوب می‌شود.
این فرودگاه در سال ۱۹۴۸ میلادی تحت عنوان فرودگاه بین‌المللی نیویورک افتتاح شد اما در سال ۱۹۶۳ میلادی، به‌یاد جان اف. کندی، رئیس‌جمهور ایالات متحدهٔ آمریکا که ترور شده‌بود، به فرودگاه بین‌المللی جان اف کندی تغییر نام یافت.

## شرکت‌های هواپیمایی و مقصدهای پروازی

### مسافربری
| شرکت‌های هواپیمایی                           | مقصدهای پروازی | پایانه |
| ------------------------------------------- | --- | ------ |
| ایر لینگاس                                  | فرودگاه دوبلین | ۵      |
| ایر لینگاس اجرا توسط ای‌اس‌ال ایرلاینز ایرلند | فرودگاه شنن فصلی: فرودگاه دوبلین | ۵      |
| آئروفلوت                                    | فرودگاه بین‌المللی شرمتیوو | ۱      |
| ارولینیاس آرژانتیناس                        | فرودگاه بین‌المللی مینیسترو پیستارینی | ۷      |
| آئرومکزیکو                                  | فرودگاه بین‌المللی کانکون، کینتانا رو، فرودگاه بین‌المللی مکزیکو سیتی | ۱      |
| آئرومکزیکو کانکت                            | فرودگاه بین‌المللی ژنرال ماریانو اسکبیدو | ۱      |
| Air Canada Express                          | فرودگاه بین‌المللی پیرسون تورنتو (پایان در ۳ آوریل ۲۰۱۶) | ۷      |
| ایر چاینا                                   | فرودگاه بین‌المللی پکن | ۱      |
| ایر اروپا                                   | فرودگاه مادرید-باراخاس | ۴      |
| ایر فرانس                                   | فرودگاه شارل دوگل پاریس، فرودگاه اورلی | ۱      |
| ایر ایندیا                                  | فرودگاه بین‌المللی ایندیرا گاندی، فرودگاه بین‌المللی چاتراپاتی شیواجی | ۴      |
| ایر صربیا                                   | فرودگاه بلگراد نیکولا تسلا | ۴      |
| آلاسکا ایرلاینز                             | فرودگاه بین‌المللی سیاتل-تاکوما | ۸      |
| آلایتالیا                                   | فرودگاه میلانو مالپنسا، فرودگاه لئوناردو دا وینچی-فیومیچینو | ۱      |
| آل نیپون ایرویز                             | فرودگاه بین‌المللی ناریتا | ۷      |
| امریکن ایرلاینز                             | فرودگاه بین‌المللی و. س. برد، فرودگاه بین‌المللی آستین، فرودگاه بارسلونا-ال پرات، فرودگاه بین‌المللی ال. اف. وید، فرودگاه بیرمنگام، فرودگاه بین‌المللی لوگان، فرودگاه بین‌المللی مینیسترو پیستارینی، فرودگاه بین‌المللی کانکون، کینتانا رو، فرودگاه بین‌المللی سیمون بولیوار (ونزوئلا) (پایان در ۴ آوریل ۲۰۱۶)، فرودگاه بین‌المللی شارلوت داگلاس، فرودگاه بین‌المللی اوهر شیکاگو، فرودگاه بین‌المللی دالاس-فورت ورث، فرودگاه بین‌المللی مک‌کاران، فرودگاه هیترو لندن، فرودگاه بین‌المللی لس‌آنجلس، فرودگاه مادرید-باراخاس، فرودگاه منچستر، فرودگاه بین‌المللی میامی، فرودگاه میلانو مالپنسا، فرودگاه بین‌المللی اورلاندو (فلوریدا)، فرودگاه شارل دوگل پاریس، فرودگاه بین‌المللی فینکس اسکای هاربر، فرودگاه بین‌المللی توسن لوورتور، فرودگاه بین‌المللی ریو دوژانیرو گالیائو، فرودگاه سیرل گری کینگ، فرودگاه بین‌المللی سن دیه‌گو، فرودگاه بین‌المللی سانفرانسیسکو، فرودگاه بین‌المللی لوئیز مونز مارین، فرودگاه بین‌المللی سائو پائولو گوارولوس، فرودگاه بین‌المللی سیاتل-تاکوما، فرودگاه ملی رونالد ریگان واشنگتن، فرودگاه زوریخ فصلی: فرودگاه دوبلین، فرودگاه منطقه‌ای شهرستان ایگل، فرودگاه ادینبرو، فرودگاه بین‌المللی پونتا کانا، فرودگاه لئوناردو دا وینچی-فیومیچینو، فرودگاه بین‌المللی خوآن سانتاماریا، فرودگاه بین‌المللی رابرت ل. بریدشو، فرودگاه بین‌المللی پرینسس جولیانا | ۸      |
| American Eagle                              | فرودگاه بین‌المللی ثرگود مارشال بالتیمور واشینگتن، فرودگاه بین‌المللی سینسیناتی/کنتاکی شمالی، فرودگاه بین‌المللی کلیولند هاپکینز، فرودگاه بین‌المللی پورت کلمبوس، فرودگاه بین‌المللی ایندیاناپلیس، فرودگاه بین‌المللی مونترآل-پییر الیوت ترودو، فرودگاه بین‌المللی نشویل، فرودگاه بین‌المللی نورفولک، فرودگاه بین‌المللی پیتسبورگ، فرودگاه بین‌المللی رالیگ-دورهام، فرودگاه بین‌المللی پیرسون تورنتو، فرودگاه ملی رونالد ریگان واشنگتن | ۸      |
| آریک ایر                                    | فرودگاه بین‌المللی مرتلا محمد | ۴      |
| آسیانا ایرلاینز                             | فرودگاه بین‌المللی اینچئون | ۴      |
| آستریا ایر                                  | فرودگاه بین‌المللی وین | ۱      |
| اویانکا                                     | فرودگاه بین‌المللی ال دورادو، فرودگاه بین‌المللی آلفونسو بونییا آراگون، فرودگاه بین‌المللی رافائل ناندز، فرودگاه بین‌المللی خوزه ماریا کوردوا، فرودگاه بین‌المللی ماتکانا | ۴      |
| اویانکا کاستاریکا                           | فرودگاه بین‌المللی السالوادور | ۴      |
| اویانکا السالوادور                          | فرودگاه بین‌المللی رامون ویلدا مورالس، فرودگاه بین‌المللی السالوادور | ۴      |
| هواپیمایی آذربایجان                         | فرودگاه بین‌المللی حیدر علی‌اف | ۱      |
| بریتیش ایرویز                               | فرودگاه لندن سی‌تی، فرودگاه گاتویک (ازسرگیری از ۱ مه ۲۰۱۶)، فرودگاه هیترو لندن | ۷      |
| بروکسل ایرلاینز                             | فرودگاه بروکسل | ۱      |
| کاریبین ایرلاینز                            | فرودگاه بین‌المللی چدی جیگن، فرودگاه بین‌المللی ماریس بیشاپ، فرودگاه بین‌المللی نورمن مانلی، فرودگاه بین‌المللی سنگستر، فرودگاه بین‌المللی پیارکو، فرودگاه بین‌المللی آرتور ناپلئون ریموند رابینسون | ۴      |
| کاتای پاسیفیک                               | فرودگاه بین‌المللی هنگ کنگ، فرودگاه بین‌المللی ونکوور | ۷      |
| Cayman Airways                              | فرودگاه بین‌المللی اوون رابرتس | ۱      |
| چاینا ایرلاینز                              | فرودگاه بین‌المللی تائویوان تایوان | ۴      |
| هواپیمایی شرقی چین                          | فرودگاه بین‌المللی شانگهای پودنگ | ۱      |
| هواپیمایی جنوبی چین                         | فرودگاه بین‌المللی بایون گوآنگجو | ۴      |
| کوپا ایرلاینز                               | فرودگاه بین‌المللی توکامن | ۴      |
| دلتا ایرلاینز                               | فرودگاه بین‌المللی هارتسفیلد-جکسون آتلانتا، فرودگاه بین‌المللی آستین، فرودگاه بین‌المللی لوگان، فرودگاه بین‌المللی اوهر شیکاگو، فرودگاه بین‌المللی چارلستون، فرودگاه بین‌المللی دنور، فرودگاه متروپولیتن شهرستان وین دیترویت، فرودگاه بین‌المللی فورت لادرداله – هالی‌وود، فرودگاه بین‌المللی مک‌کاران، فرودگاه بین‌المللی میامی، فرودگاه بین‌المللی مینیاپولیس−سنت پل، فرودگاه بین‌المللی لوئیز آرمسترانگ نیو اورلنان، فرودگاه بین‌المللی اورلاندو (فلوریدا)، فرودگاه بین‌المللی فینکس اسکای هاربر، فرودگاه بین‌المللی پورتلند، فرودگاه بین‌المللی رالیگ-دورهام، فرودگاه بین‌المللی سالت‌لیک‌سیتی، فرودگاه بین‌المللی سن آنتونیو، فرودگاه بین‌المللی سن دیه‌گو، فرودگاه بین‌المللی لوئیز مونز مارین، فرودگاه بین‌المللی تمپا فصلی: فرودگاه بین‌المللی بوفالو نیاگارا، فرودگاه بین‌المللی ساوثوست فلوریدا، فرودگاه بین الملی هونولولو، فرودگاه جکسن هول، فرودگاه بین‌المللی پیتسبورگ، فرودگاه بین‌المللی ساراستابردنتن، فرودگاه بین‌المللی سوننه/هیلتن حعیا، فرودگاه ملی رونالد ریگان واشنگتن، فرودگاه بین‌المللی پالم بیچ | ۲, ۴   |
| دلتا ایرلاینز                               | فرودگاه بین‌المللی کوتوکا، فرودگاه اسخیپول آمستردام، فرودگاه بین‌المللی کویین بیاتریکس، فرودگاه بین‌المللی گرانتلی ادمز، فرودگاه بارسلونا-ال پرات، فرودگاه بین‌المللی ال. اف. وید، فرودگاه بین‌المللی ال دورادو، فرودگاه بروکسل، فرودگاه بین‌المللی لئوپولد سدار سنگور، فرودگاه دوبلین، فرودگاه ادینبرو (ازسرگیری از ۲۷ مه ۲۰۱۶)، فرودگاه بین‌المللی فرانکفورت، فرودگاه بین‌المللی لا آررا، فرودگاه هیترو لندن، فرودگاه بین‌المللی لس‌آنجلس، فرودگاه مادرید-باراخاس، فرودگاه منچستر، فرودگاه بین‌المللی مکزیکو سیتی، فرودگاه میلانو مالپنسا، فرودگاه بین‌المللی سنگستر، فرودگاه بین‌المللی لیندن پیندلینگ، فرودگاه نیس کوت دازور، فرودگاه شارل دوگل پاریس، فرودگاه بین‌المللی پونتا کانا، فرودگاه لئوناردو دا وینچی-فیومیچینو، فرودگاه بین‌المللی سانفرانسیسکو، فرودگاه بین‌المللی سیباو، فرودگاه بین‌المللی لا امریکاس، فرودگاه بین‌المللی سائو پائولو گوارولوس، فرودگاه بین‌المللی سیاتل-تاکوما، فرودگاه بین‌المللی پرینسس جولیانا، فرودگاه بین‌المللی بن گوریون، فرودگاه بین‌المللی ناریتا، فرودگاه زوریخ فصلی: فرودگاه بین‌المللی آتن، فرودگاه کپنهاگ، فرودگاه بین‌المللی اوون رابرتس، فرودگاه بین‌المللی ماریس بیشاپ، فرودگاه بین‌المللی آتاترک، فرودگاه بین‌المللی نورمن مانلی، فرودگاه بین‌المللی دنیل اودوبر کیروش، فرودگاه مالاگا، فرودگاه بین‌المللی شرمتیوو، فرودگاه گالیله، فرودگاه پراگ رازیون، فرودگاه بین‌المللی پراویدنشیالز، فرودگاه بین‌المللی ال آی سی. گوستاو دیاز اورداز، فرودگاه بین‌المللی کفلاویک، فرودگاه بین‌المللی خوآن سانتاماریا، فرودگاه بین‌المللی لوس کابوس، فرودگاه شنن، فرودگاه استکهلم-آرلاندا، فرودگاه بین‌المللی هوانورا، فرودگاه سیرل گری کینگ، فرودگاه بین‌المللی ونکوور، فرودگاه ونیز مارکو پولو | ۴      |
| دلتا کانکشن                                 | فرودگاه بین‌المللی ثرگود مارشال بالتیمور واشینگتن، فرودگاه بین‌المللی لوگان، فرودگاه بین‌المللی بوفالو نیاگارا، فرودگاه بین‌المللی اوهر شیکاگو، فرودگاه بین‌المللی سینسیناتی/کنتاکی شمالی، فرودگاه بین‌المللی کلیولند هاپکینز، فرودگاه بین‌المللی پورت کلمبوس، فرودگاه بین‌المللی دالاس-فورت ورث، فرودگاه متروپولیتن شهرستان وین دیترویت، فرودگاه بین‌المللی هلفکس استانفیلد، فرودگاه بین‌المللی جکسنویل، فرودگاه بین‌المللی مینیاپولیس−سنت پل، فرودگاه بین‌المللی مونترآل-پییر الیوت ترودو، فرودگاه بین‌المللی لوئیز آرمسترانگ نیو اورلنان، فرودگاه بین‌المللی نورفولک (آغاز از ۴ آوریل ۲۰۱۶)، فرودگاه بین‌المللی مک‌دونالد-کارتیر اتاوا (آغاز از ۴ آوریل ۲۰۱۶)، فرودگاه بین‌المللی فیلادلفیا، فرودگاه بین‌المللی پیتسبورگ، فرودگاه بین‌المللی ژان لوساژ شهر کبک، فرودگاه بین‌المللی رالیگ-دورهام، فرودگاه بین‌المللی ریچموند، فرودگاه بین‌المللی گریتر راچستر، فرودگاه بین‌المللی سوننه/هیلتن حعیا، فرودگاه بین‌المللی سیراکیوز هنکاک، فرودگاه بین‌المللی پیرسون تورنتو، فرودگاه بین‌المللی دالس واشینگتن، فرودگاه ملی رونالد ریگان واشنگتن فصلی: فرودگاه بین‌المللی چارلستون، فرودگاه بین‌المللی ساوثوست فلوریدا، فرودگاه مارتاز وینیرد، فرودگاه نانتاکت مموریال، فرودگاه بین‌المللی ساراستابردنتن، فرودگاه بین‌المللی تمپا، فرودگاه بین‌المللی پالم بیچ | ۲, ۴   |
| Dynamic Airways                             | فرودگاه بین‌المللی کانکون، کینتانا رو (آغاز از ۲ مه ۲۰۱۶)، فرودگاه بین‌المللی سیمون بولیوار (ونزوئلا)، فرودگاه بین‌المللی چدی جیگن، فرودگاه بین‌المللی پونتا کانا | ۱      |
| اجیپت‌ایر                                    | فرودگاه بین‌المللی قاهره | ۴      |
| ال عال                                      | فرودگاه بین‌المللی بن گوریون | ۴      |
| هواپیمایی امارات                            | فرودگاه بین‌المللی دوبی، فرودگاه میلانو مالپنسا | ۴      |
| هواپیمایی اتحاد                             | فرودگاه بین‌المللی ابوظبی | ۴      |
| هواپیمایی اتیوپی                            | فرودگاه بین‌المللی بوول، فرودگاه لومه-توکین | ۴      |
| اوا ایر                                     | فرودگاه بین‌المللی تائویوان تایوان | ۱      |
| فن‌ایر                                       | فرودگاه هلسینکی | ۸      |
| Fly Jamaica Airways                         | فرودگاه بین‌المللی چدی جیگن، فرودگاه بین‌المللی نورمن مانلی | ۱      |
| Hawaiian Airlines                           | فرودگاه بین الملی هونولولو | ۵      |
| هواپیمایی ایبریا                            | فرودگاه مادرید-باراخاس | ۷      |
| ایسلندایر                                   | فرودگاه بین‌المللی کفلاویک | ۷      |
| Interjet                                    | فرودگاه بین‌المللی مکزیکو سیتی | ۱      |
| خطوط هوایی ژاپن                             | فرودگاه بین‌المللی ناریتا | ۱      |
| جت‌بلو                                       | فرودگاه رافائل هرناندز، فرودگاه بین‌المللی آلبوکرکی، فرودگاه بین‌المللی و. س. برد، فرودگاه بین‌المللی کویین بیاتریکس، فرودگاه بین‌المللی آستین، فرودگاه بین‌المللی گرانتلی ادمز، فرودگاه بین‌المللی ال. اف. وید، فرودگاه بین‌المللی لوگان، فرودگاه بین‌المللی بوفالو نیاگارا، فرودگاه باب هوپ، فرودگاه بین‌المللی برلینگتون، فرودگاه بین‌المللی کانکون، کینتانا رو، فرودگاه بین‌المللی رافائل ناندز، فرودگاه بین‌المللی چارلستون، فرودگاه بین‌المللی شارلوت داگلاس، فرودگاه بین‌المللی اوهر شیکاگو، فرودگاه بین‌المللی روزتونا بیچ، فرودگاه بین‌المللی دنور، فرودگاه بین‌المللی فورت لادرداله – هالی‌وود، فرودگاه بین‌المللی ساوثوست فلوریدا، فرودگاه بین‌المللی اوون رابرتس، فرودگاه بین‌المللی ماریس بیشاپ، فرودگاه ویلیام پی. هابی، فرودگاه بین‌المللی جکسنویل، فرودگاه بین‌المللی نورمن مانلی، فرودگاه بین‌المللی لا رومانا، فرودگاه بین‌المللی مک‌کاران، فرودگاه بین‌المللی دنیل اودوبر کیروش، فرودگاه لانگ بیچ، فرودگاه بین‌المللی لس‌آنجلس، فرودگاه بین‌المللی سنگستر، فرودگاه بین‌المللی لیندن پیندلینگ، فرودگاه بین‌المللی لوئیز آرمسترانگ نیو اورلنان، فرودگاه بین‌المللی اوکلند، فرودگاه بین‌المللی اورلاندو (فلوریدا)، فرودگاه بین‌المللی فینکس اسکای هاربر، فرودگاه مرسدیتا، فرودگاه بین‌المللی توسن لوورتور، فرودگاه بین‌المللی پیارکو، فرودگاه جت بین‌المللی پورتلند، فرودگاه بین‌المللی پورتلند، فرودگاه بین‌المللی پراویدنشیالز، فرودگاه بین‌المللی گریگوریو لوپرون، فرودگاه بین‌المللی پونتا کانا، فرودگاه بین‌المللی رالیگ-دورهام، فرودگاه بین‌المللی رنو تاهوئه، فرودگاه بین‌المللی گریتر راچستر، فرودگاه بین‌المللی سکرامنتو، فرودگاه بین‌المللی هوانورا، فرودگاه بین‌المللی پرینسس جولیانا، فرودگاه بین‌المللی سالت‌لیک‌سیتی، فرودگاه بین‌المللی سامانالف ال کتی، فرودگاه بین‌المللی سن دیه‌گو، فرودگاه بین‌المللی سانفرانسیسکو، فرودگاه بین‌المللی سان خوزه، فرودگاه بین‌المللی لوئیز مونز مارین، فرودگاه بین‌المللی سیباو، فرودگاه بین‌المللی لا امریکاس، فرودگاه بین‌المللی سوننه/هیلتن حعیا، فرودگاه بین‌المللی سیاتل-تاکوما، فرودگاه بین‌المللی سیراکیوز هنکاک، فرودگاه بین‌المللی تمپا، فرودگاه بین‌المللی دالس واشینگتن، فرودگاه بین‌المللی پالم بیچ فصلی: فرودگاه بین‌المللی هاتو، فرودگاه شهری بارنستبل، فرودگاه مارتاز وینیرد، فرودگاه نانتاکت مموریال، فرودگاه بین‌المللی پالم اسپرینگز، فرودگاه بین‌المللی ساراستابردنتن | ۵      |
| کی‌ال‌ام                                      | فرودگاه اسخیپول آمستردام | ۴      |
| هواپیمایی کره                               | فرودگاه بین‌المللی اینچئون | ۱      |
| کویت ایرویز                                 | فرودگاه بین‌المللی کویت1 | 4      |
| لان ایرلاینز                                | فرودگاه بین‌المللی خورخه چاوز، فرودگاه بین‌المللی کومودورو ارتورو مرینو بنیتز | ۸      |
| لان اکوادور                                 | فرودگاه بین‌المللی خوزه خواکین د اولمدو | ۸      |
| لان پرو                                     | فرودگاه بین‌المللی خورخه چاوز | ۸      |
| لوت پولیش ایرلاینز                          | فرودگاه شوپن ورشو | ۷      |
| لوفت‌هانزا                                   | فرودگاه بین‌المللی فرانکفورت، فرودگاه مونیخ | ۱      |
| مریدیانا                                    | فصلی: فرودگاه ناپل، فرودگاه پالرمو | ۱      |
| نروژین ایر شاتل                             | فصلی: فرودگاه بین‌المللی مارتینیک امه سزر، فرودگاه بین‌المللی پوانت آ پیتر | ۱      |
| نروژین ایر شاتل اجرا توسط نروجین لانگ هاول  | فرودگاه کپنهاگ، فرودگاه گاتویک، فرودگاه گاردرموئن اسلو، فرودگاه شارل دوگل پاریس، فرودگاه استکهلم-آرلاندا فصلی: فرودگاه فلسلند برگن | ۱      |
| اوپن‌اسکایز                                  | فرودگاه اورلی | ۷      |
| هواپیمایی بین‌المللی پاکستان                 | فرودگاه بین‌المللی اقبال لاهوری2 | 4      |
| هواپیمایی فیلیپین                           | فرودگاه بین‌المللی نینوی آکوئینو، فرودگاه بین‌المللی ونکوور | ۱      |
| کانتاس                                      | فرودگاه سیدنی3 | 7      |
| قطر ایرویز                                  | فرودگاه بین‌المللی حمد | ۸      |
| هواپیمایی پادشاهی مراکش                     | فرودگاه بین‌المللی محمد پنجم | ۱      |
| الملکیه الاردنیه                            | فرودگاه بین‌المللی ملکه علیا | ۸      |
| هواپیمایی سعودی                             | فرودگاه بین‌المللی ملک عبدالعزیز، فرودگاه بین‌المللی ملک خالد | ۱      |
| سنگاپور ایرلاینز                            | فرودگاه بین‌المللی فرانکفورت، فرودگاه چانگی سنگاپور | ۴      |
| هواپیمایی آفریقای جنوبی                     | فرودگاه بین‌المللی اولیور تامبو | ۴      |
| Sun Country Airlines                        | فرودگاه بین‌المللی مینیاپولیس−سنت پل چارتر: فرودگاه بین‌المللی خوزه مارتی | ۴      |
| سوئیس اینترنشنال ایرلاینز                   | فرودگاه بین‌المللی ژنو، فرودگاه زوریخ | ۴      |
| تام ایرلاینز                                | فرودگاه بین‌المللی ریو دوژانیرو گالیائو، فرودگاه بین‌المللی سائو پائولو گوارولوس، فرودگاه بین‌المللی پیرسون تورنتو | ۸      |
| TAME                                        | فرودگاه بین‌المللی خوزه خواکین د اولمدو | ۱      |
| تاپ پرتغال                                  | فرودگاه لیسبون پورتلا | ۵      |
| Thomas Cook Airlines                        | فصلی: فرودگاه منچستر | ۴      |
| ترکیش ایرلاینز                              | فرودگاه بین‌المللی آتاترک | ۱      |
| هواپیمایی بین‌المللی اوکراین                 | فرودگاه بین‌المللی بوریسپیل | ۷      |
| ازبکستان ایرویز                             | فرودگاه بین‌المللی ریگا، فرودگاه بین‌المللی تاشکند | ۴      |
| ویرجین آتلانتیک                             | فرودگاه هیترو لندن | ۴      |
| Volaris                                     | فرودگاه بین‌المللی دن میگوئل هیدالگو وای کوستیا | ۴      |
| وست جت                                      | فصلی: فرودگاه بین‌المللی کالگری | ۴      |
| ایکس‌ال ایرویز فرانسه                        | فرودگاه شارل دوگل پاریس | ۴      |

### باربری
| شرکت‌های هواپیمایی                           | مقصدهای پروازی |
| ------------------------------------------- | --- |
| Air China Cargo                             | فرودگاه بین‌المللی تد استیونز انکوریج، فرودگاه بین‌المللی پکن، فرودگاه بین‌المللی اوهر شیکاگو، فرودگاه بین‌المللی دالاس-فورت ورث، فرودگاه بین‌المللی شانگهای پودنگ                                                         |
| آسیانا ایرلاینز                             | فرودگاه بین‌المللی تد استیونز انکوریج، فرودگاه بروکسل، فرودگاه بین‌المللی اوهر شیکاگو، فرودگاه بین‌المللی اینچئون |
| ASL Airlines Belgium                        | فرودگاه لیژ |
| CAL Cargo Air Lines                         | فرودگاه بین‌المللی لارناکا، فرودگاه لیژ، فرودگاه بین‌المللی بن گوریون |
| کارگولوکس                                   | فرودگاه بین‌المللی اوهر شیکاگو، فرودگاه بین‌المللی دن میگوئل هیدالگو وای کوستیا، فرودگاه بین‌المللی جرج بوش، فرودگاه بین‌المللی لس‌آنجلس، فرودگاه لوگزامبورگ - فیندل، فرودگاه بین‌المللی مکزیکو سیتی، فرودگاه تولوز-بلانیاک |
| Cargolux Italia                             | فرودگاه میلانو مالپنسا |
| کاتای پاسیفیک                               | فرودگاه بین‌المللی تد استیونز انکوریج، فرودگاه بین‌المللی کالگری، فرودگاه بین‌المللی اوهر شیکاگو، فرودگاه بین‌المللی ریکن‌بیکر، فرودگاه بین‌المللی هنگ کنگ، فرودگاه بین‌المللی پیرسون تورنتو                                 |
| چاینا ایرلاینز                              | فرودگاه بین‌المللی تد استیونز انکوریج، فرودگاه بین‌المللی جرج بوش، فرودگاه بین‌المللی میامی، فرودگاه بین‌المللی سیاتل-تاکوما، فرودگاه بین‌المللی تائویوان تایوان                                                           |
| دی‌اچ‌ال اوییشن اجرا توسط ای‌بی‌ایکس ایر        | فرودگاه بین‌المللی سینسیناتی/کنتاکی شمالی |
| دی‌اچ‌ال اوییشن اجرا توسط اطلس ایر            | فرودگاه بین‌المللی چارلستون، فرودگاه تارانتو-گروتالی |
| دی‌اچ‌ال اوییشن اجرا توسط دی‌اچ‌ال ایر بریتانیا | فرودگاه بین‌المللی سینسیناتی/کنتاکی شمالی، فرودگاه ایست میدلند، فرودگاه لیژ |
| دی‌اچ‌ال اوییشن اجرا توسط کالیتا ایر          | فرودگاه بین‌المللی بحرین، فرودگاه بین‌المللی اوهر شیکاگو، فرودگاه بین‌المللی سینسیناتی/کنتاکی شمالی، فرودگاه بین‌المللی ریکن‌بیکر، فرودگاه بین‌المللی کویت، فرودگاه لایپزیگ/هال                                             |
| دی‌اچ‌ال اوییشن اجرا توسط Southern Air        | فرودگاه بین‌المللی سینسیناتی/کنتاکی شمالی |
| ال عال                                      | فرودگاه لیژ، فرودگاه بین‌المللی بن گوریون، |
| امارات اسکای‌کارگو                           | فرودگاه بین‌المللی آل مکتوم |
| هواپیمایی اتیوپی                            | فرودگاه بروکسل، فرودگاه بین‌المللی ریکن‌بیکر |
| فدکس اکسپرس                                 | فرودگاه بین‌المللی ایندیاناپلیس، فرودگاه بین‌المللی ممفیس |
| ایسلندایر                                   | فرودگاه بین‌المللی کفلاویک |
| هواپیمایی کره                               | فرودگاه بین‌المللی تد استیونز انکوریج، فرودگاه بین‌المللی میامی، فرودگاه بین‌المللی اینچئون، فرودگاه بین‌المللی شانگهای پودنگ، فرودگاه بین‌المللی پیرسون تورنتو                                                            |
| لوفت‌هانزا کارگو                             | فرودگاه بین‌المللی هارتسفیلد-جکسون آتلانتا، فرودگاه بین‌المللی اوهر شیکاگو، فرودگاه بین‌المللی فرانکفورت، فرودگاه بین‌المللی مکزیکو سیتی                                                                                  |
| نیپون کارگو ایرلاینز                        | فرودگاه بین‌المللی تد استیونز انکوریج، فرودگاه بین‌المللی اوهر شیکاگو، فرودگاه بین‌المللی ناریتا |
| کانتاس فرایت اجرا توسط اطلس ایر             | فرودگاه بین‌المللی تد استیونز انکوریج، فرودگاه بین‌المللی چنگچینگ ییانگبی |
| قطر ایرویز                                  | فرودگاه بین‌المللی حمد، فرودگاه بین‌المللی هلفکس استانفیلد، فرودگاه ساراگوسا |
| الملکیه الاردنیه                            | فرودگاه بین‌المللی ملکه علیا، فرودگاه ماستریخت آخن |
| هواپیمایی سعودی                             | فرودگاه بین‌المللی ملک عبدالعزیز |
| سیلک وی ایرلاینز                            | فرودگاه بین‌المللی حیدر علی‌اف |
| اسکای‌لینک اکسپرس                            | فرودگاه بین‌المللی جان سی. منرو همیلتن |
| ترکیش ایرلاینز                              | فرودگاه بین‌المللی آتاترک، فرودگاه شنن |
| یوپی‌اس ایرلاینز                             | فرودگاه بین‌المللی شیکاگو راکفرد، فرودگاه بین‌المللی لوئیویل، فرودگاه بین‌المللی فیلادلفیا |